# Minería urbana
La minería urbana significa  a sus buenas propiedades conductoras.
La minería en las zonas urbanas también hace referencia al hecho de que una ciudad densamente poblada se considera que es una enorme "mina de productos básicos".  Esta minería urbana implica la identificación de los depósitos antropogénicos, la cuantificación de las materias primas secundarias contenidas en el mismo, cálculos de rentabilidad en el contexto de acuerdo a las opciones técnicas de recuperación en disponibles y los ingresos actualmente alcanzables y futuros proyectados, el reciclado y la recuperación económica de materiales reciclables identificados y la gestión integral de los depósitos antropogénicos. El hombre es considerado no sólo como consumidor sino también como productor de valiosos recursos. 

Algunas de estas minas son promovidas por un largo tiempo. De los escombros surge de nuevo material para otros fines de construcción. Durante años se ha reciclado el vidrio, papel y plástico.

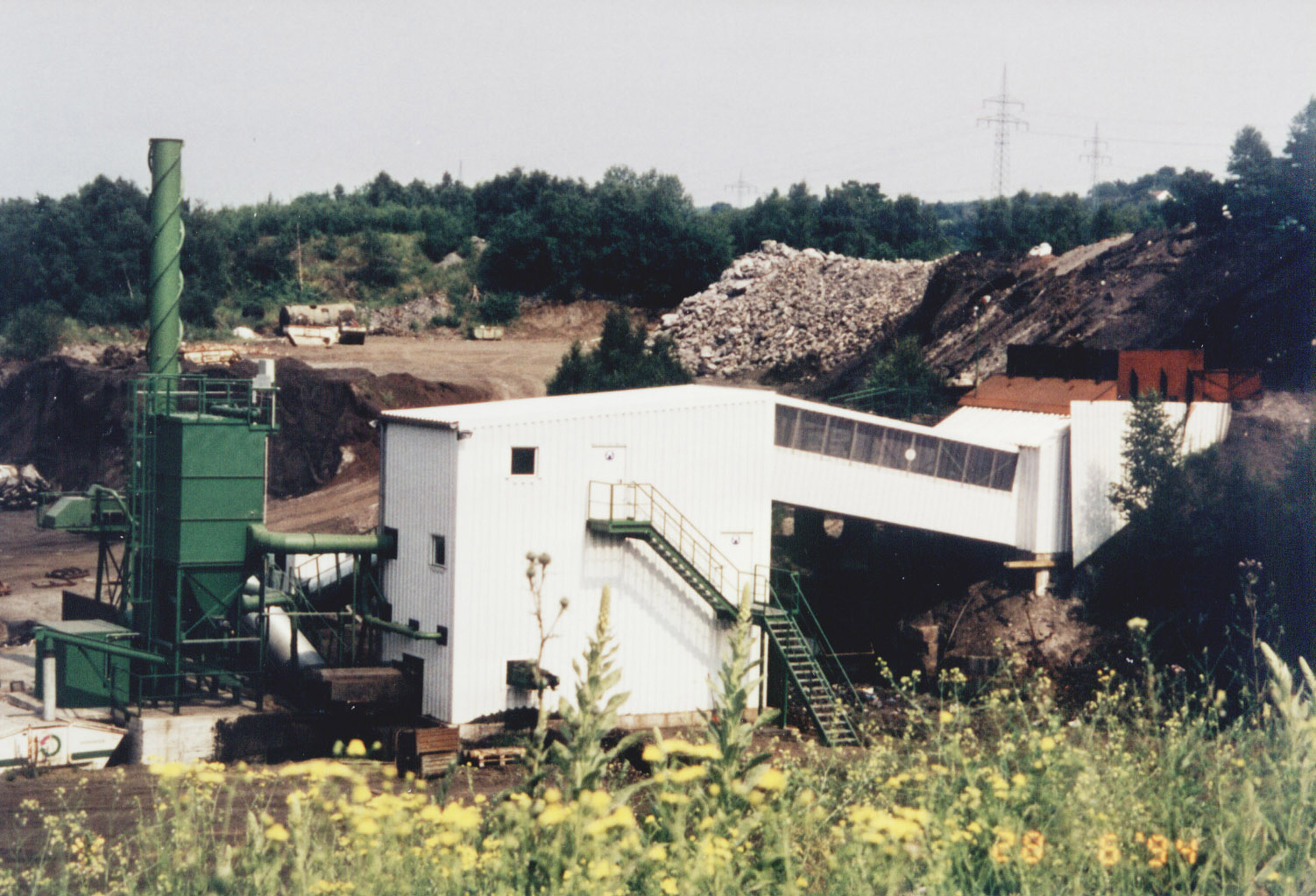
Planta de tratamiento de Residuos minerales

## Beneficios de la Minería urbana
Minería urbana reduce la dependencia del aumento de los precios de las materias primas y de las importaciones, por tanto tiene relación directa con la implementación de la Economía Circular. Así mismo, la basura electrónica o e-waste está creciendo a una tasa aceleradísima en el mundo: entre un 16% y un 28% cada 5 años. Mientras que por un lado aumenta cada vez más la cantidad de chatarra electrónica, por otra parte las reservas de los materiales necesarios para su fabricación se agotan e impulsan los precios a un nivel cada vez más alto. El Manganeso, por ejemplo, un componente de las baterías, se está vendiendo entre 6 y 7 veces más caro que en 1990. El níquel, otro caso similar, ha multiplicado su valor por 5.
Además, un informe de firma de análisis Frost & Sullivan bajo el título 'Oportunidades globales en el mercado de los servicios de reciclado de basura eléctrica y equipamiento electrónico' destacó que la minería urbana generó en 2011 unos US$1.420 millones y se estima que alcance los US$1.860 millones en 2017, sobre todo cuando países en desarrollo se incorporen al negocio. Sin embargo, en América Latina, el reciclaje de residuos electrónicos es todavía una actividad emergente y en muchas casos es informal.

## Minería urbana en Japón
El país donde se desarrolla llamativamente es en Japón, al punto de que existen plantas de tratamiento que extraen los metales raros de los aparatos en desuso y abandonados para finalmente con ellos crear alternativas para el abastecimiento de materiales de uso industrial.
Debido a que China suspendió progresivamente desde el año 2010 las exportaciones de tierras raras a Japón, las ciudades niponas -Kosaka es el ejemplo más llamativo- debieron buscar una solución pronta y nada podría sobrar más que los residuos electrónicos que se desechan permanentemente gracias al desarrollo tecnológico.
Paradójicamente, la empresa que manejaba las minas de hierro de Kosaka, Dowa Holdings, es quien ahora cuenta con la plata de reciclado más importante de la región en donde se convierten piezas de aparatos viejos en una mezcla líquida de donde se extraen valiosos materiales y minerales. De esta manera lograron extraer oro, indio (que se utiliza para la fabricación de pantallas de cristal líquido) y antimonio (que se usa para hacer obleas de sílice para semiconductores).

## Congreso Técnico de Minería Urbana
El primer Congreso Técnico de Minería urbana se celebró por primera vez el 25 de marzo de 2010 en Iserlohn. Era un congreso internacional interprofesional de orientación y contó con destacados ponentes de renombre. 85 representantes de empresas, asociaciones y universidades tenían representación en el Centro de Convenciones de la SASE. La sostenibilidad ambiental, social y económica estaba en el foco del evento.
En junio de 2014 se llevó a cabo el congreso técnico por primera vez en la Feria de Comida , junto con la documentación de Urban Mining Expo.

## Minería Urbana Premio

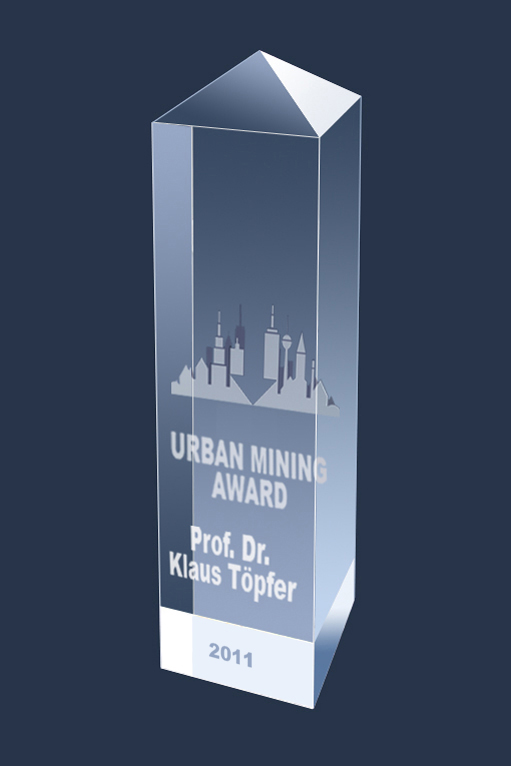
Imagen del primer Premio de Minería Urbana, otorgado a Klaus Töpfer.

El Premio de Minería Urbana es, desde 2011, un galardón otorgado para la difusión de la economía medioambiental. El premio se otorga anualmente desde entonces, en el marco de este congreso especializado en minería urbana. Se caracteriza, según sus propias declaraciones en visibilizar los especiales méritos y servicios para el fomento y la aplicación consecuente de la economía circular . Además, promueve el Premio Sostenible de Ideas, Conceptos y Estrategias para la Circulación y de la Economía Medioambiental. Los ganadores han sido, hasta ahora Klaus Töpfer (2011), Udo E. Simonis (2012), Ranga la Realidad (2012), Peter Baccini y Paul H. Brunner (2013), Martin Jänicke (2013), Martin Faulstich (2014), Eric Mayer (2014) y Michael Braungart (2015).